# Gian Luca Perici
Gian Luca Perici (ur. 17 września 1964 w Bassano del Grappa) – włoski duchowny katolicki, arcybiskup, nuncjusz apostolski w Zambii i Malawi.

## Życiorys
21 września 1991 otrzymał święcenia kapłańskie i został inkardynowany do diecezji Velletri-Segni. W 1999 rozpoczął przygotowanie do służby dyplomatycznej na Papieskiej Akademii Kościelnej. W 2001 rozpoczął pracę w nuncjaturze apostolskiej w Meksyku. Następnie był sekretarzem nuncjatur w Haiti (2002–2005), na Malcie (2005-2008) i w Angoli (2008-2011). Następnie był kolejno radcą nuncjatur w Brazylii (2011–2015), Szwecji (2015-2017), Hiszpanii (2017-2021) i w Portugalii (2021–2023). 

### Episkopat
5 czerwca 2023 papież Franciszek mianował go nuncjuszem apostolskim w Zambii i Malawi oraz arcybiskupem tytularnym Volsinium. Sakry udzielił mu 15 lipca 2023 Sekretarz Stanu kardynał Pietro Parolin.